# 不講理不求人
不講理不求人（4月3日—），是日本輕小說作家，活躍於小說投稿網站「成為小說家吧」。代表作品為《六面世界物語》系列《無職轉生～到了異世界就拿出真本事～》。

## 创作经历
不讲理不求人在约2007年开始“认真地写小说”。他从小喜欢读书，也喜欢用文字处理机编写故事，用PowerPoint做连环画剧，也接触过RPG Maker。寫作契機是因為在書店裡看到了《Re:Monster》，有一次他开始以成为专业的轻小说作家为目标写小说，但是觉得行业的趋势不适合他就放弃了。几年后他发现了成为小说家吧网站，在那里他发现了很多自己喜欢的但很少见到的异世界题材的作品，在阅读时有了自己创作的念头，決定沿用了其一直以來所構思的世界觀，开始在成为小说家吧上投稿作品。《無職轉生》獲得廣大迴響，連載期間在成為小說家吧網站排名第一位，亦被認為是異世界轉生系作品的先驅之一。

## 作品
作者於成為小說家吧上創作的小說系列
- 無職轉生～到了異世界就拿出真本事～
- 半獸人英雄物語 忖度列傳

## 備註
1. ↑  不求人（孫の手），又稱「抓耙子」等，是一種抓癢的工具。據他本人陳述，其筆名和武士刀形狀的抓癢工具有關。

## 外部連結
- 成為小說家吧個人頁面
- 不講理不求人的X（前Twitter）